# Syringammina fragilissima
Syringammina fragilissima Brady, 1883 è una xenophyophore trovata nelle coste scozzesi vicino Rockall.

## Descrizione
È il più grande organismo monocellulare conosciuto, la cui dimensione può arrivare a 20 centimetri  Il primo venne descritto a fine 1800 da John Murray.
La cellula è costituita da migliaia di tubicini che formano una struttura chiamata testa. L'organismo è multinucleato, ossia possiede più nuclei.
Non si sa come l'organismo si nutra o si riproduca. Si pensa che si possa nutrire di batteri, vista la sua struttura fisica.